# Liliana Neto
Liliana Neto, född 29 januari 1997, är en angolansk friidrottare. Hon deltog vid olympiska sommarspelen 2016.